# Problepsis deducta
Problepsis deducta là một loài bướm đêm trong họ Geometridae.